# Hippaliosina setiformis
Hippaliosina setiformis är en mossdjursart som beskrevs av Tilbrook 2006. Hippaliosina setiformis ingår i släktet Hippaliosina och familjen Hippaliosinidae. Inga underarter finns listade i Catalogue of Life.